# واين كابرز
واين كابرز (بالإنجليزية: Wayne Capers)‏ هو لاعب كرة قدم أمريكية أمريكي، ولد في 17 مايو 1961 في ميامي في الولايات المتحدة.

## وصلات خارجية
- واين كابرز على موقع مرجع كرة القدم المحترفة.كوم (الإنجليزية)